# نبرد رومانی
نبرد رومانی در جنگ جهانی دوم شامل چندین عملیات در داخل یا اطراف رومانی در سال ۱۹۴۴ به عنوان بخشی از جبهه شرقی بود که در آن ارتش شوروی نیروهای محور (آلمانی و رومانیایی) را در منطقه شکست داد، رومانی تغییر جهت داد، و شوروی و رومانیا نیروهای آلمانی را به داخل مجارستان راندند.

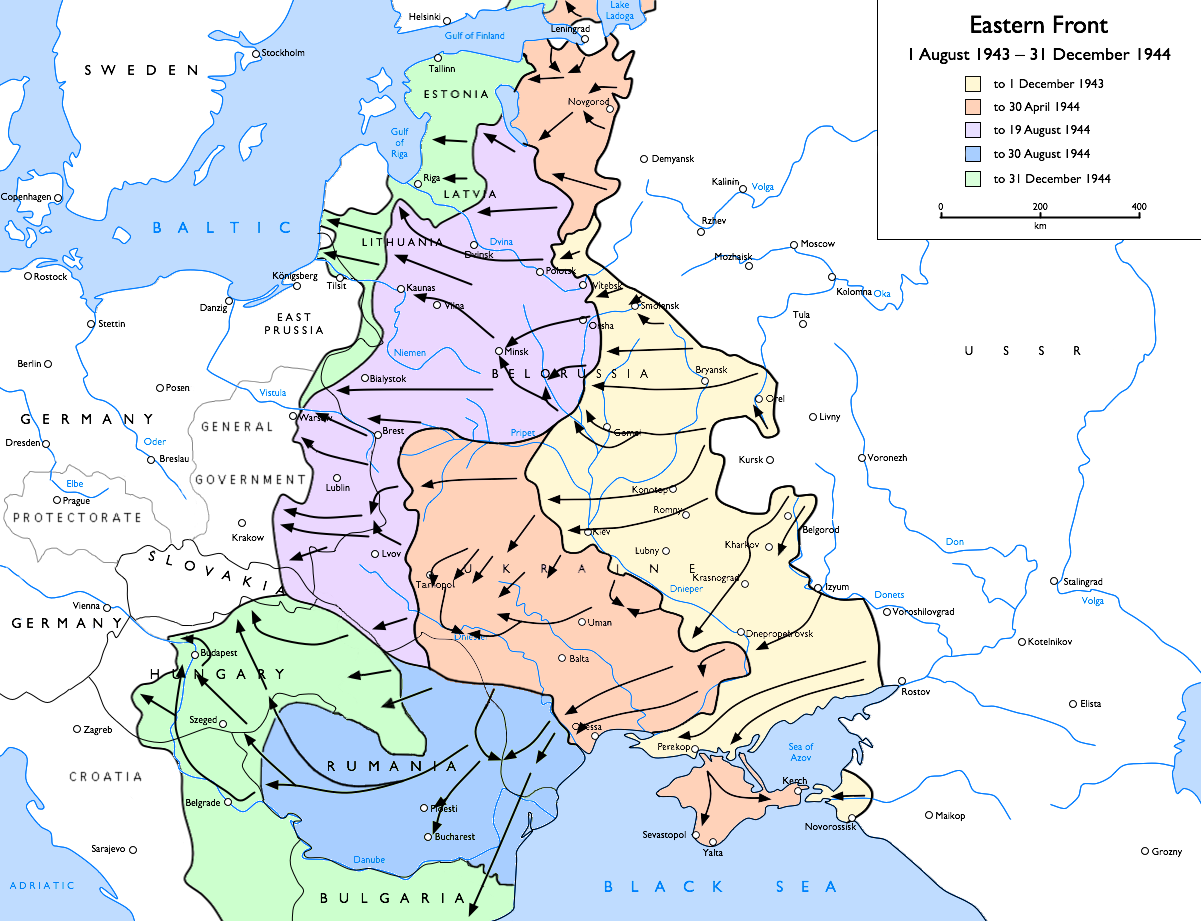
حملات ارتش سرخ در ۱۹۴۳–۱۹۴۴. در نبرد رومانی توسط منطقه آبی پوشیده شده‌است.

نیروهای شوروی در طول حمله اومان-بوتوشانی در مارس ۱۹۴۴ وارد خاک رومانی شدند و چندین شهر در شمال مولداوی از جمله بوتوشانی را تصرف کردند.
به گفته مورخ دیوید گلانتز، اتحاد جماهیر شوروی در بهار ۱۹۴۴ از طریق قلمرو مولداوی کنونی تلاش کرد به رومانی حمله کند. بین ۸ آوریل و ۶ ژوئن، ارتش اتحاد جماهیر شوروی اولین حمله یاسی-کیشینف را آغاز کرد، که نام دو شهر بزرگ یاشی (یاسی) و کیشیناو (کیشینف) در این منطقه است. مجموعه‌ای از درگیری‌های نظامی با هدف قطع خطوط دفاعی حیاتی محور در شمال رومانی انجام شد، بنابراین پیشروی بعدی ارتش سرخ به کل منطقه بالکان را تسهیل کرد. نیروهای شوروی نتوانستند بر دفاع آلمان و رومانی در منطقه غلبه کنند. به گفته گلانتز، عملیات تهاجمی در نهایت شکست خورد، عمدتاً به دلیل عملکرد ضعیف رزمی نیروهای شوروی و کارآمدی تدارکات دفاعی آلمان بود.

عملیات نظامی در رومانی، ۲۳ تا ۳۱ اوت ۱۹۴۴: قرمز = ارتش سرخ شوروی. زرد = سربازان رومانیایی؛ آبی = نیروهای محور، خطوط مقدم

حمله بزرگ نبرد رومانی — دومین حمله یاسی-کیشینف، بین ۲۰ اوت و ۲۹ اوت — پیروزی شوروی بود. ارتش ششم آلمان با حمله اولیه شوروی محاصره شد و برای دومین بار نابود شد (نخستین بار در نبرد استالینگراد بود).
در ۲۳ اوت، پادشاه رومانی، مایکل کودتایی را علیه نخست‌وزیر یون آنتونسکو رهبری کرد. دولت جدید تسلیم متفقین شد و به آلمان اعلام جنگ کرد. فلورین کنستانتینیو مورخ رومانیایی مدعی است که این اتفاق جنگ جهانی دوم در اروپا را شش ماه کوتاه کرد.
جبهه محور فرو ریخت. در شمال، ارتش هشتم آلمان با تلفات سنگین به مجارستان عقب‌نشینی کرد. در جاهای دیگر، بسیاری از آلمانی‌ها مانند نیروی امنیتی و ضدهوایی بزرگ مستقر در میدان نفتی پلویشت، قطع و اسیر شدند. قطعات دیگر نیروهای آلمانی تا جایی که می‌توانستند به سمت مجارستان گریختند و با رومانیایی‌ها و نیروهای شوروی که از طریق کوه‌های کارپات یورش بردند، جنگیدند. (چند گذرگاه از میان کوه‌ها در اختیار سربازان رومانیایی بود)
پیروزی شوروی در رومانی باعث شد بلغارستان در ۲۶ اوت از محور عقب بکشد و به نیروهای شوروی اجازه داد تا در ۸ سپتامبر به آن حمله کنند.
در ۲۴ سپتامبر، تقریباً تمام رومانی تحت کنترل متفقین بود.